# Gnathopalystes kochi
Gnathopalystes kochi är en spindelart som först beskrevs av Simon 1880.  Gnathopalystes kochi ingår i släktet Gnathopalystes och familjen jättekrabbspindlar. Inga underarter finns listade i Catalogue of Life.